# Rhodostrophia lenis
Rhodostrophia lenis là một loài bướm đêm trong họ Geometridae.